# سنجسواو (استان سلیزیا سفلی)
سنجسواو (به لهستانی:  Sędzisław) یک روستا در لهستان است که در گمینا مارچیشوو واقع شده‌است. سنجسواو ۶۹۰ متر بالاتر از سطح دریا واقع شده‌است.